# Urushiole
Urushiole sind eine Gruppe fester oder ölartiger chemischer Verbindungen, die in Sumachgewächsen wie dem Giftsumach Toxicodendron quercifolium, speziell in verschiedenen Rhus-Arten wie Giftefeu (Toxicodendron radicans, englisch poison ivy), Gifteichen (Toxicodendron diversilobum, englisch poison oak, im amerikanischen Sprachraum ebenfalls Toxicodendron quercifolium) und Lackbaum (Rhus verniciflua) sowie anderen Arten der Familie (z. B. Cashew und Mango) vorkommen. Die Stoffgruppe trägt ihren Namen nach ihrem Vorkommen im Harz des Lackbaums, der als Urushi auch ein japanisches Kunsthandwerk bezeichnet.

Die Stammsubstanz der Urushiole ist das Brenzcatechin oder 1,2-Dihydroxybenzol (englisch Catechol)

1906 isolierte Kisaburo Miyama (* 1873) in Japan eine Verbindung aus dem Lackbaum Rhus vernicifera, die er Urushiole nannte. Anfang des 20. Jahrhunderts untersuchte Majima Rikō die Verbindungen näher und erkannte, dass es sich dabei um Brenzcatechin-Derivate handelt.

## Struktur, Vertreter und Eigenschaften

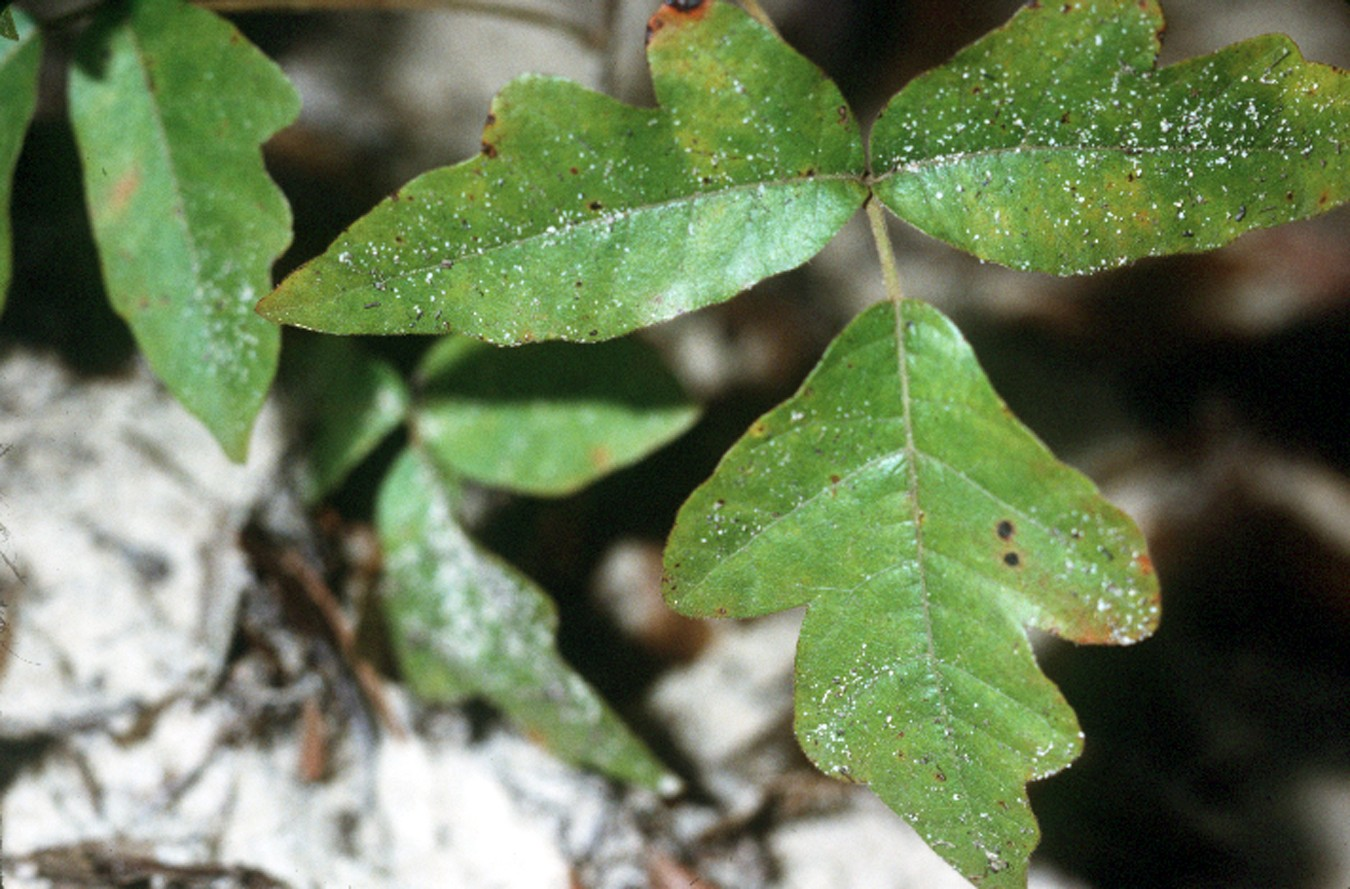
Der Eichenblättrige Giftsumach (Toxicodendron pubescens) wird im amerikanischen Raum als poison ivy bezeichnet.

Chemisch handelt es sich bei Urushiolen um Derivate des 1,2-Dihydroxybenzols (Brenzcatechin). An den zentralen Brenzcatechinring ist jeweils ein gesättigter Alkyl- (3-Alkylbrenzcatechine) oder ungesättigter Alkenyl-Substituent (3-Alkenylbrenzcatechine) gebunden. In den Giftpflanzen kommt immer ein Gemisch verschiedener Urushiole vor, wobei – je nach Pflanzenspezies verschieden – meist das Urushiol I und III den Hauptbestandteil ausmachen. Identifiziert wurden etwa 15 Substanzen, das gesättigte Urushiol I ist als einziger Vertreter ein Feststoff. Das als Lack verwendete, aus dem Lackbaum Toxicodendron vernicifluum extrahierte Gemisch ist eine gelbe, ölige Flüssigkeit mit einem Siedepunkt von 200–210 °C.
Alle Urushiole sind nur minimal löslich in Wasser, dagegen gut in Alkoholen und Diethylether. Die ungesättigten Vertreter II bis V neigen zur Polymerisation. Lösungen in Methanol oder Ethanol werden schon bei Raumtemperatur vom Luftsauerstoff zu den entsprechenden ortho-Chinonen oxidiert.
| Name         | Grundstruktur                | Rest (R)                      | Aggregatzustand | Schmelzpunkt | CAS-Nummer |
| ------------ | ---------------------------- | ----------------------------- | --------------- | ------------ | ---------- |
| Urushiol I   | Strukturgerüst der Uroshiole | -(CH2)14CH3                   | fest            | 58–59 °C     | 53237-59-5 |
| Urushiol II  | Strukturgerüst der Uroshiole | -(CH2)7CH=CH(CH2)5CH3         | flüssig         |              | 53237-59-5 |
| Urushiol III | Strukturgerüst der Uroshiole | -(CH2)7CH=CHCH2CH=CH(CH2)2CH3 | flüssig         |              | 53237-59-5 |
| Urushiol IV  | Strukturgerüst der Uroshiole | -(CH2)7CH=CHCH2CH=CHCH=CHCH3  | flüssig         |              | 53237-59-5 |
| Urushiol V   | Strukturgerüst der Uroshiole | -(CH2)7CH=CHCH2CH=CHCH2CH=CH2 | flüssig         |              | 53237-59-5 |
| Nach         |                              |                               |                 |              |            |

## Biologische Eigenschaften

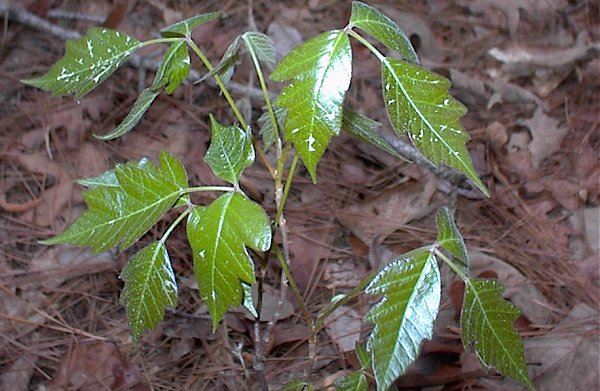
Die Gifteiche (Toxicodendron diversilobum)

Urushiole sind extrem potente Allergene; durch Urushiole aus Giftefeu (Poison ivy) und -eiche (Poison oak) ausgelöste Kontaktallergien sind die häufigste Allergieform in den USA. Die toxische Wirkung der Stoffe beruht auf der Hemmung der Prostaglandin-Biosynthese. In-vitro-Studien mit Präparationen aus Schafs-Samenblasen zeigten schon bei geringen Konzentrationen (37 μmol/l eines Extraktes aus Rhus radicans) eine völlige Hemmung der Prostaglandinbildung.
Die Allergie und die ausgelöste Kontaktdermatitis sind abhängig von der chemischen Struktur der Urushiole. In Nordamerika, wo die meisten Fälle beschrieben werden, hat man beobachtet, dass diese Hautreaktionen vom Grad der Sättigung der Alkylgruppen abhängen. In den meisten Individuen sind Urushiole mit mindestens zwei Doppelbindungen allergen, und weniger als die Hälfte reagieren auf Urushiole mit nur gesättigten Alkylgruppen.  Dabei handelt es sich um eine echte Allergie, die über antigenpräsentierende T-Lymphozyten vermittelt wird. Die Reaktion tritt nur bei vorheriger Sensibilisierung ein. Bei 50 bis 70 % der nordamerikanischen Bevölkerung kann diese Allergie ausgelöst werden.